# Liste der Stolpersteine in Frankfurt-Niederrad
Die Liste der Stolpersteine in Frankfurt am Main führt die vom Künstler Gunter Demnig verlegten Stolpersteine in Frankfurt am Main auf. Die Initiative Stolpersteine in Frankfurt am Main e. V. hat seit November 2003 die Verlegung von ca. 2000 Stolpersteinen, min. fünf Kopfsteinen und min. vier Stolperschwellen veranlasst. Die Initiative wird von der Stadt Frankfurt sowie von zahlreichen Institutionen, darunter das Jüdische Museum und das Institut für Stadtgeschichte unterstützt.
Die Steine erinnern an Menschen, die während der Zeit des Nationalsozialismus verfolgt, verhaftet, gequält, entrechtet, zur Flucht oder zum Suizid getrieben oder ermordet wurden. An ihrem letzten frei gewählten Wohnort in Frankfurt erinnern die Steine an alle Opfer des Nationalsozialismus: an Juden, Sinti und Roma, politisch Verfolgte, Zeugen Jehovas, Homosexuelle und Zwangsarbeiter, an als „asozial“ gebrandmarkte Menschen und an die Opfer der sogenannten „Euthanasie“-Morde an Kranken und Behinderten.
Im Oktober 2018 verlegte Gunter Demnig in Frankfurt den europaweit siebzigtausendsten Stein.
Die Stadtteile sind nach der Liste der Stadtteile von Frankfurt am Main angelegt. In den nicht gelisteten Stadtteilen liegen bislang keine Stolpersteine.
Über die hinter den Namen der Opfer liegenden Links lässt sich die zugehörige Biographie auf der Homepage der Stadt Frankfurt aufrufen.

## Liste
| Adresse                                | Name                       | Verfolgungsschicksal | Verlegedatum  | Bild                                                   | Sonstiger Gedenkstein | Anmerkung |
| -------------------------------------- | -------------------------- | --- | ------------- | ------------------------------------------------------ | --------------------- | --- |
| Goldsteinstraße 54 ·                   | Georg Kern                 | Georg Kern geb. 4.3.1894 KPD ,29.4.-14.5.1933 Schutzhaft Pol.-Gef. Starkestraße 3.4.-7.11..1935, Schutzhaft Pol.-Gef. Starkestraße, Untersuchungsgefängnis Hammelgasse, Polizeigefängnis Preungesheim, Untersuchungsgefängnis Kassel, 8.11.1935-1.10.1937 Zuchthaus Kassel-Wehlheiden, 2.10.1937-20.4.1939 KZ Buchenwald, 20.8.1944- 4.5.1945 Hilfsgefängnis Frankfurt-Bockenheim, KZ Dachau, befreit überlebt | 25. Sep. 2023 |                                                        |                       | |
| Goldsteinstraße 54 ·                   | Katharina Kern             | Katharina Kern, geb. Gumbart geb. 30.12.1896 KPD ,23.5.-10.10.1935 Haft: Polizeigefängnis Frankfurt-Preungesheim, 11.-17.10.1935 Untersuchungsgefängnis Kassel, 18.10.1935 - 20.11.1937 Ziegenhain, Aichach, Laufen, entlassen überlebt | 25. Sep. 2023 |                                                        |                       | |
| Schwanheimer Straße 67 ·               | Reinhard Bühl              | Reinhard Bühl geb. 21.03.1900 Widerstand, KPD Haft 3.4.1935 Polizeigefängnis erhängt in Zelle aufgefunden tot 4.4.1935 | 1. Juli 2023  |                                                        |                       | |
| Goldsteinstraße 149 / Ecke Hahnstr. ·  |                            | Färberei Gebr. Röver Chemische Reinigungswerke 1940-1945 hier in Zwangsarbeit: 20 Belgier, 10 Franzosen, 1 Böhme, mehr als 80 Russinen und Russen | 1. Juli 2023  |                                                        | Kopfstein             | Kopfstein |
| Goldsteinstraße 149 / Ecke Hahnstr. ·  | Nikolai Woropaj            | Nikolai Woropaj geb. 04.05.1918 Zwangsarbeiter verschleppt aus Ukraine Verhaftung 15.8.1942, 3 Wochen verschärfte Schutzhaft Verhaftung 24.4.1944 17.5.1944 KZ Buchenwald Juni 1944 Außenkommando Dora tot 18.7.1944 | 1. Juli 2023  |                                                        |                       | |
| Goldsteinstraße 149 / Ecke Hahnstr. ·  | Grigorij Juchnizkij        | Grigorij Juchnizkij geb. 19.02.1911 Zwangsarbeiter, verschleppt aus Ukraine Polizeihaft 2.-18.9.1942 Polizeihaft 16.11.1942 - Anfang Januar 1943 7.1.1943 KZ Buchenwald tot 4.2.1943 | 1. Juli 2023  |                                                        |                       | |
| Schwanheimer Straße 65 ·               | Wilhelm Gumbmann           | Wilhelm Gumbmann geb. 20.1.1899 Hochverrat, Prozess 1935 1944 Strafbataillon 999 | 11. 6. 2022   |                                                        |                       | |
| Goldsteinstraße 65 ·                   | Anton Raab                 | Anton Raab geb. 16.07.1913 Hochverrat, Prozess 1935 1937 Flucht Frankreich | 11. 6. 2022   |                                                        |                       | |
| Kelsterbacher Straße 63 ·              | Philipp Greiff             | Philipp Greiff geb. 29.3.1897 Hochverrat, Prozess 1935 KZ Dachau befreit | 11. 06. 2022  |                                                        |                       | |
| Niederräder Landstraße 36 ·            | Ella Gerst                 | Ella Gerst, geb. Teitz geb. 6.1.1881 Flucht 26.4.1939 Schweden | 06. Dez 2021  |                                                        |                       | |
| Niederräder Landstraße 36 ·            | Gustav Gerst               | Gustav Gerst geb. 15.11.1871 Flucht 26.4.1939 Schweden | 06. Dez 2021  |                                                        |                       | siehe auch Wiki |
| Schwanheimer Str. 14 ·                 | Paul Buttler               | Paul Buttler geb. 26.Apr. 1910 Mitglied der KPD, Prozeß 1937, 1938-1940 Haft in Ffm-Preungesheim und Freiendiez, danach Arbeitskommando tot bei Luftangriff in Hanau tod 25.09.1944 | 05. Dez 2021  |                                                        |                       | |
| Kelsterbacher Straße 58 ·              | Erwin Wissenbach           | Erwin Wissenbach geb. 9. Mai 1907 Mitglied der KPD, 26.10.1932 Urteil mit Haft F-Hammelgasse, Oktober 1935 2 Jahre 6 Monate Gefängnis, Bewährungsbataillon 999, Tod an der Front 1943 | 5. Dez 2021   |                                                        |                       | |
| Triftstraße 9 ·                        | Johann Michael Beisel      | Johann Michael Beisel geb. 27.Okt .1876 Mitglied der SPD, Reichsbahn Entlassung im Juni 1935 Festnahme: 5.8.1940, Haft 1.8.1940 - 14.2.1941 Haft F-Hammelgasse, Polizeigefängnis Frankfurt tod 18.04.1941 | 05. Dez 2021  |                                                        |                       | |
| Treburer Str. 25 ·                     | Kläre Haymann              | Kläre Haymann geb. 16. Mai 1897 Flucht: August 1933 Spanien, 1937 Argentinien | 05. Dez 2021  |                                                        |                       | |
| Goldsteinstraße 77 ·                   | Josef Itzstein             | Josef Itzstein geb. 29. März 1896 Mitglied KPD, Prozeß 1935 2 Jahre 9 Monate Zuchthaus, Februar 1937: Aschendorfer Moor Lager 2 Februar 1938 bis April 1941 KZ Buchenwald tod 1947 an den Haftfolgen | 05. Dez 2021  |                                                        |                       | |
| Goldsteinstraße 47 ·                   | Ludwig Schabing            | Ludwig Schabing geb. 15.12.1908 Haft: 1935 Kassel, Hannover, Papenburg 1941 U-Gefängnis Frankfurt, 1942 Celle April 1945 Todesmarsch, befreit | 05. Dez 2021  |                                                        |                       | |
| Holzhecke 27 ·                         | Alfred Oswalt              | Alfred Oswalt geb. 20.06.1910 im Widerstand verhaftet 20.7.1944 Hochverrat Gefängnis Plötzensee Zuchthaus Bayreuth befreit | 05. Sep. 2021 |                                                        |                       | |
| Holzhecke 27 ·                         | Fritz Simon                | Fritz Simon geb. 31.8.1881 Schutzhaft 1938 Buchenwald Flucht 1939 Brasilien | 05. Sep. 2021 |                                                        |                       | |
| Holzhecke 27 ·                         | Lore Simon                 | Lore Simon geb. Sonntag geb. 20.11.1884 Ausgegrenzt / gedemütigt Flucht 1940 Brasilien | 05. Sep. 2021 |                                                        |                       | |
| Waldfriedstraße 11 ·                   | Wera Reiss                 | Wera Reiss, geb. von Weinberg geb. 6.7.1897 1933 Ungarn 1935 London Suizid 09.04.1943 | 21. Juni 2020 | Stolperstein Waldfriedstr. 11 Reiss Wera               |                       | |
| Waldfriedstraße 11 ·                   | Alexander von Szilvinyi    | Alexander von Szilvinyi geb. 13.07.1925 1943 Wehrmacht Westfront Suizid bei Agen/Frankreich am 18.07.1944 | 21. Juni 2020 | Stolperstein Waldfriedstr. 11 von-Szilvinyi Alexander  |                       | |
| Waldfriedstraße 11 ·                   | Carl von Weinberg          | Carl von Weinberg geb. 14.9.1861 1939 Italien tot 14.03.1943 | 21. Juni 2020 | Stolperstein Waldfriedstr. 11 von-Weinberg Carl        |                       | Siehe auch Wiki Artikel Zweiter Stolperstein für Arthur von Weinberg; der zweite wurde am 22. Mai 2023 an seinem ehemaligen Arbeitssitz, auf dem Gelände der Allessa in Fechenheim, verlegt. |
| Waldfriedstraße 17 ·                   | Ludwig von Gans            | Ludwig von Gans geb. 6.8.1869 1938 Flucht Schweiz Haft 1940 Dänemark 6.10.1943 Theresienstadt Befreit Suizid 19.10.1946 | 21. Juni 2020 | Stolperstein Waldfriedstr. 17 von-Gans Ludwig          |                       | |
| Herzogstraße 9 ·                       | Heinrich Schabinger        | Heinrich Schabinger geb. 20.05.1911 Widerstand / KPD Haft 3.3.1935 und 2.12.1938 deportiert 24.7.1941 Flossenbürg tot 27.03.1942 | 21. Juni 2020 | Stolperstein Herzogstr. 9 Schabinger Heinrich          |                       | |
| Goldsteinstraße 145 ·                  | Alexander Dymkowetz        | Alexander Dymkowetz geb. 01.01.1926 deportiert Mauthausen tot 16.04.1945 | 21. Juni 2020 | Stolperstein Goldsteinstr. 145 Dymkawez Alexandr       |                       | |
| Goldsteinstraße 145 ·                  | Alexander Schelakin        | Alexander Schelakin geb. 07.02.1909 deportiert 4.8.1944 Hadamar ermordet 18.09.1944 | 21. Juni 2020 | Stolperstein Goldsteinstr, 145 Schelakin Alexander     |                       | |
| Goldsteinstraße 145 ·                  | Michail Swiridenko         | Michail Swiridenko geb. 20.07.1900 19.9.1944 Haft 28.10.1944Flossenbürg ermordet 12.02.1945 | 21. Juni 2020 | Stolperstein Goldsteinstr. 145 Swiridenko Michail      |                       | |
| Goldsteinstraße 145 ·                  | Zdenek Switek              | Zdenek Switek geb. 05.07.1924 18.4.1943 Haft Buchenwald-Leipzig 25.4.1944 Flossenbürg ermordet 05.07.1944 | 21. Juni 2020 | Stolperstein Goldsteinstr. 145 Switek Zdenek           |                       | |
| Goldsteinstraße 145 ·                  |                            | Deutsche Reichsbahn Lager Abstellbahnhof seit 1940 hier als Zwangsarbeiter 100 Franzosen, 115 Belgier Tschechoslowaken, Ukrainer, Russen | 21. Juni 2020 | Stolperstein Goldsteinstr. 145 Kopfstein               |                       | Kopfstein Zwangsarbeiter der Deutschen Reichsbahn Lager Niederrad |
| Güntherstraße 42 ·                     | Karl Schneider             | Karl Schneider geb. 4.1.1891 verhaftet 1935 Flossenburg „verlegt“ 12.5.1942 Bernburg ermordet 12.5.1942 | 22. Okt. 2020 | Stolperstein Guentherstr. 42 Schneider Karl            |                       | |
| Kelsterbacher Straße 73 ·              | Karl Alberti               | Karl Alberti geb. 27.12.1905 Haft: 14.2.1939, Verurteilt § 175 1939 Anstalt Eichberg 22.1.1941 Hadamar Tod 22.1.1941 | 24. Juni 2019 | Stolperstein Kelsterbacher Str. 73 Karl Alberti        |                       | |
| Kelsterbacher Straße 8 ·               | Emil W. Ehrenfeld          | Emil W. Ehrenfeld geb. 27.12.1899 1.2.1941 bis 30.5.1943 Zwangsarbeit Deportiert 14.2.1945 KZ Theresienstadt befreit | 23. Okt. 2018 | Stolperstein Kelsterbacher Straße 8 Emil W. Ehrenfeld  |                       | |
| Mörfelder Landstraße 362 · (Stadion) · | Paul Blüthenthal           | Paul Blüthenthal geb. 23.8.1897 Flucht 9.11.1938 Schweiz Dez 1938 Chile | 17. Mai 2018  | Stolperstein Mörfelder Landstraße 326 Paul Blüthenthal |                       | Am Eingang des Eintracht Frankfurt Museums |
| Odenwaldstraße 10 ·                    | Wilhelm Gerhardt           | Wilhelm Gerhardt geb. 21.07.1905 Im Widerstand/KPD Verhaftet 1937 „Hochverrat“ F-Preungesheim 1942 Strafbataillon Tot 10.10.1943 | 22. Juni 2017 | Stolperstein Odenwaldstraße 10 Wilhelm Gerhardt        |                       | |
| Kelsterbacherstraße 24 ·               | Hermann Neumann            | Hermann Neumann geb. 16.03.1901 Im Widerstand/KPD Verhaftet 1934 Gefängnis Frankfurt 1935 „Hochverrat“ Kassel-Wehlheiden 1938 Dachau Mauthausen Ermordet 15.2.1940 | 22. Juni 2017 | Stolperstein Kelsterbacher Straße 24 Hermann Neumann   |                       | |
| Breubergstraße 26 ·                    | Ludwig Eichhorn            | Ludwig Eichhorn geb. 31.10.1899 Zeuge Jehovas Verhaftet 1937 Gefängnis Frankfurt Buchenwald befreit | 22. Juni 2017 | Stolperstein Breubergstraße 26 Ludwig Eichhorn         |                       | |
| Hahnstraße 18 ·                        | Karl Schmitt               | Karl Schmitt geb. 23.10.1894 Als asozial stigmatisiert Verhaftet 1939 Buchenwald ermordet 24.12.1939 | 22. Juni 2017 | der Stolperstein für Karl Schmitt                      |                       | |
| Hahnstraße 18 ·                        | Margarete Schellhaas       | Margarete Schellhaas geb. Reuel geb. 27.07.1910 Als asozial stigmatisiert Verhaftet 1942 Frankfurt 1944 Ravensbrück Sachsenhausen ermordet 7.1.1945 | 22. Juni 2017 | der Stolperstein für Margarete Schellhaas              |                       | |
| Goldsteinstraße 114 ·                  | Tresorenfabrik Franz Garny | Tresorenfabrik Franz Garny Hier in Zwangsarbeit 1942 bis 1945 46 Russen, 60 Ukrainer und 24 Weißrussen | 20. Mai 2016  | der Stolperstein für die Tresorfabrik Franz Garny      |                       | Kopfstein |
| Goldsteinstraße 114 ·                  | Alexandr Slabtschenko      | Alexandr Slabtschenko geb. 22.01.1923 deportiert 1943 KZ Buchenwald ermordet 27.03.1944 | 20. Mai 2016  | der Stolperstein für Alexandr Slabtschenko             |                       | |
| Goldsteinstraße 114 ·                  | Iwan Bagno                 | Iwan Bagno geb. 11.11.1925 deportiert 4.8.1944 Hadamar tod | 20. Mai 2016  | der Stolperstein für Iwan Bagno                        |                       | |
| Goldsteinstraße 114 ·                  | Wasil Nikitenko            | Wasil Nikitenko geb. 24.04.1924 deportiert 1944 Hadamar tod | 20. Mai 2016  | der Stolperstein für Wasil Nikitenko                   |                       | |
| Goldsteinstraße 114 ·                  | Nikolai Prochorow          | Nikolai Prochorow geb. 1923 in Russland deportiert 4.8.1944 Mauthausen Befreit tod 1945 | 20. Mai 2016  | der Stolperstein für Nikolai Prochorov                 |                       | |
| Niederräder Landstraße 46–48 ·         | Heinrich Jakob Bechhold    | Heinrich Jakob Bechhold geb. 13. November 1866 Suizid Tot 17. Februar 1937 | 20. Juni 2013 | Stolpersteine Niederraeder Landstr. 46 48              |                       | Siehe auch Wiki Artikel |
| Treburer Straße 25 ·                   | Martha Blasius             | Martha Blasius geb. Koppenhagen geb. 13. Dezember 1892 Suizid Tot 17. Februar 1945 | 20. Juni 2013 | Stolpersteine Treburer Str. 25                         |                       | |
| Apostelstraße 20 ·                     | Sara Chocholous            | Sara Cocholous geb. Salomon geb. 3. September 1869 deportiert 9. Januar 1944 Theresienstadt ermordet 23. November 1944 | 12. Mai 2012  | Stolpersteine Apostelstraße 20 Sara Chocholous         |                       | |
| Trifelsstraße 4 ·                      | Helene Henrich             | Helene Henrich geb. Oppenheimer geb. 15. Januar 1895 deportiert 7. Juni 1943 Auschwitz ermordet 23. November 1944 | 3. Juni 2011  | Stolperstein Trifelsstr. 4 Helene Henrich              |                       | |
| Neuwiesenstraße 50 ·                   | Ester Klee                 | Ester Klee geb. Grünberg geb. 29. September 1879 deportiert 22. November 1943 Auschwitz ermordet 23. November 1944 | 12. Mai 2012  | Stolpersteine Neuwiesenstraße 50 Klee, Ester           |                       | |
| Treburer Straße 23 ·                   | Gustav Oppenheimer         | Gustav Oppenheimer geb. 22. Juli 1886 deportiert 14. November 1938 Dachau 19. Oktober 1941 Łódź ermordet 4. April 1942 | 20. Juni 2013 | Stolperstein Treburer Str. 23 Oppenheimer Gustav       |                       | |
| Treburer Straße 23 ·                   | Toni Oppenheimer           | Toni Oppenheimer geb. 19. Februar 1892 deportiert 19. Oktober 1941 Łódź ermordet | 20. Juni 2013 | Stolperstein Treburer Str. 23 Oppenheimer Toni         |                       | |
| Kelsterbacher Straße 28 ·              | Helena Pivovarczik         | Helena Pivovarczik geb. 21. Februar 1922 Suizid tot 29. Mai 1942 | 20. Juni 2013 | Stolpersteine Kelsterbacher Str. 28                    |                       | |
| Deutschordenstraße 78 ·                | Kurt Stern                 | Kurt Stern geb. 8. Juli 1892 Flucht 1933 Paris und USA – Suizid tot 19. Dezember 1938 | 12. Mai 2012  | Stolpersteine Deutschordenstraße 78 Kurt Stern         |                       | |
| Buchenrodestraße ·                     | Arthur von Weinberg        | Arthur von Weinberg geb. 11. August 1860 Umzug nach Schloss Pähl, (Bayern) deportiert 4. Juni 1942 Theresienstadt ermordet 20. März 1943 | 12. Mai 2012  | Stolpersteine Buchenrodestraße Arthur von Weinberg     |                       | Siehe auch Wiki Artikel Zweiter Stolperstein für Arthur von Weinberg; der zweite wurde am 22. Mai 2023 an seinem ehemaligen Arbeitssitz, auf dem Gelände der Allessa in Fechenheim, verlegt. |
| Gundhofstraße 8 ·                      | Walter Weisbecker          | Walter Weisbecker geb. 23. Mai 1912 1935 Zuchthaus Kassel 1942 Dachau 1944 Strafbataillon Suizid tot 3. Juli 1946 | 12. Mai 2012  | Stolpersteine Gundhofstraße 8 Walter Weisbecker        |                       | |
| Goldsteinstraße 51 ·                   | Heinrich Weishaupt         | Heinrich Weishaupt geb. 26. November 1882 Suizid tot 15. Mai 1943 | 20. Juni 2013 | Haus Stolpersteine Goldsteinstr. 51                    |                       | |